# Douglas A. Melton
Douglas A. Melton (* 26. September 1953 in Chicago, Illinois) ist ein US-amerikanischer Molekularbiologe und Entwicklungsbiologe.
Douglas Melton studierte an der University of Illinois mit dem Bachelor-Abschluss 1975 (Bachelor of Science), an der University of Cambridge mit dem B.A. 1977 in Wissenschaftsgeschichte und Wissenschaftsphilosophie. Anschließend studierte er in Cambridge Molekularbiologie mit der Promotion 1980 am Trinity College und MRC Laboratory of Molecular Biology. Anschließend war er an der Harvard University, wo er 1981 Assistant Professor, 1987 John L. Loeb Associate Professor und 1988 Professor für Molekularbiologie und Zellbiologie wurde. Ab 1993 war er außerdem Biologe am Massachusetts General Hospital und forschte ab 1994 für das Howard Hughes Medical Institute. 1999 wurde er Thomas Dudley Professor of Natural Sciences. Heute ist er Xander University Professor in Harvard und Ko-Direktor des Harvard Stem Cell Institute.
Melton ist Entwicklungsbiologe. In den 1980er Jahren entwickelte er die noch heute weit verbreitete Methode der in vitro-Transkription mit viralen RNA-Polymerasen wie SP6 und T7. Zu diesem Zweck erweiterte er pUC-Vektoren mit Promotoren, die den Polylinker flankieren. Die so synthetisierten RNAs setzte er für entwicklungsbiologische Fragen ein, indem er sie in Oocyten des Krallenfrosches Xenopus laevis, einem Modellorganismus injizierte. Als sein Sohn mit Typ-1-Diabetes mellitus diagnostiziert wurde, wechselte er seinen Forschungsschwerpunkt. Er untersuchte, wie embryonale Stammzellen zu Insulin produzierenden Betazellen werden können, und veröffentlichte 2014 in der Zeitschrift Cell einen Durchbruch bei Stammzellen in vitro. Es gab schon zuvor Versuche, Betazellen aus pluripotenten Stammzellen zu gewinnen, die aber nicht ausgereiften adulten Betazellen ähnelten. Bei Melton sezernierten die Zellen Insulin je nach Glucose-Gehalt der Zellumgebung in vitro und auch bei Implantation in Mäuse, bei denen sich eine Hyperglykämie nach der Implantation verbesserte.
2014 war er Mitgründer der Firma Semma Therapeutics in Cambridge (Massachusetts), die der Entwicklung der Stammzellentherapie gegen Diabetes gewidmet ist. Die klinische Erprobung soll zunächst bei Patienten erfolgen, denen die Bauchspeicheldrüse operativ nach Bauchspeicheldrüsenkrebs entfernt wurde. Ein Hauptproblem ist die Überlistung der Immunabwehr des Patienten bei Implantation der zu Betazellen ausgereiften Stammzellen. Die Firma wurde nach den Kindern (Sam, Emma) von Melton benannt, die beide an Diabetes Typ 1 erkrankten.
Er ist Ehrenmitglied der Japanese Biochemical Society, Mitglied der National Academy of Sciences und der American Academy of Arts and Sciences. 1981 erhielt er den Max Perutz Prize sowie den Camille and Henry Dreyfuß Award, 1991 den Young Investigator Award der American Society for Biochemistry and Molecular Biology,1995 den Richard Lounsbery Award der National Academy of Sciences und 2006 den Howard Taylor Ricketts Award.
Zu seinen Post-Doktoranden gehört Eckhard Lammert.

## Schriften
- Y. Dor, J. Brown, O. I. Martinez, D. A. Melton: Adult pancreatic beta-cells are formed by self-duplication rather than stem-cell differentiation. In: Nature. Band 429, 2004, S. 41–46.
- M. Hansson, A. Tonning, U. Frandsen, A. Pedri, J. Rajagopal, M. C. Englund, R. S. Heller, J. Hakannson, J. Fleckner, H. N. Skold, D. A. Melton, H. Semb, P. Serup: Insulin release form differentiated embryonic stem cells. In: Diabetes. Band 53, 2004, S. 2603–2609.
- mit Felicia W. Pagliuca: How to make a functional β-cell. In: Development. Band 140, 2013, S. 2472–2483.
- F. W. Pagliuca, J. R. Millman, M. Gürtler, M. Segel, A. Van Dervort, J. H. Ryu, Q. P. Peterson, D. Greiner, D. A. Melton: Generation of functional human pancreatic β cells in vitro. In: Cell. Band 159, 2014, S. 428–439. PMID 25303535
- Applied Developmental Biology: Making Human Pancreatic Beta Cells for Diabetics. In: Current Topics Development Biology. Band 117, 2016, S. 65–73.